# Crenicichla ternetzi
Crenicichla ternetzi är en fiskart som beskrevs av Norman 1926. Crenicichla ternetzi ingår i släktet Crenicichla och familjen Cichlidae. Inga underarter finns listade i Catalogue of Life.